# Херси, Джон
Джон Ри́чард Хе́рси (англ. John Hersey; 17 июня 1914, Тяньцзинь — 24 марта 1993, Ки-Уэст, Флорида) — американский писатель и журналист. Он считается одним из первых практиков так называемой новой журналистики, в которой методы художественного рассказа адаптированы к научно-популярным репортажам. Книга Херси о Хиросиме о последствиях сброшенной на Хиросиму атомной бомбы, была признана лучшей в американской журналистике 20-го века.

## Ранние годы
Херси родился в Тяньцзине, Китай, в семье Грейс Бэрд и Роско Херси, протестантских миссионеров YMCA в Тяньцзине. Херси раньше научился говорить по-китайски, чем по-английски. Роман Херси «Зов» (1985) основан на жизнях его родителей и других миссионеров их поколения.
Джон Херси был потомком Уильяма Херси (или Герси, как тогда произносилась фамилия) из Рединга, Беркшир, Англия. Уильям Херси был одним из первых поселенцев Хингема, штат Массачусетс, в 1635 году.
Херси вернулся в Соединенные Штаты со своей семьей, когда ему было десять лет. Он учился в государственной школе в Брайарклифф Мэнор, штат Нью-Йорк, в том числе в средней школе Брайарклифф в течение двух лет. В Брайарклиффе он стал первым орлом-разведчиком своего отряда. Позже он посещал школу Хотчкисса, а затем Йельский университет, где был членом общества Череп и кости вместе с одноклассниками Бренданом Гиллом и Ричардом А. Муром.
В Йельском университете Херси занимался футболом, где его тренировали Даки Понд, Жирный Нил и Джеральд Форд. Он играл в одной команде с двумя обладателями Heisman Trophy Йельского турнира, Ларри Келли и Клинта Фрэнка. Позднее Джон был аспирантом Кембриджского университета в качестве стипендиата Меллона.

## Карьера
После учёбы в Кембридже Херси в 1937 году устроился на летнюю работу личным секретарём и водителем у писателя Синклера Льюиса. Однако он тяготился своими обязанностями, и он ушёл работать в Time. Два года спустя (1939) его перевели в бюро Time в Чунцине. В 1940 году Уильям Сароян называет его одним из «редакторов» Time в пьесе «Старая сладкая песня любви».
Во время Второй мировой войны корреспондент Newsweekly Херси освещал боевые действия в Европе и Азии. Он писал статьи для журналов Time и Life. Он сопровождал войска союзников во время их вторжения на Сицилию, пережил четыре авиакатастрофы и получил высокую оценку министра военно-морского флота за его роль в эвакуации раненых солдат с Гуадалканала.
После войны, зимой 1945—1946 годов, Херси был в Японии, сообщая для The New Yorker о восстановлении опустошенной страны, когда он нашёл документ, написанный миссионером-иезуитом, который пережил атомную бомбу, сброшенную на Хиросиму. Журналист посетил миссионера, который познакомил его с другими выжившими.

### Репортаж из Хиросимы

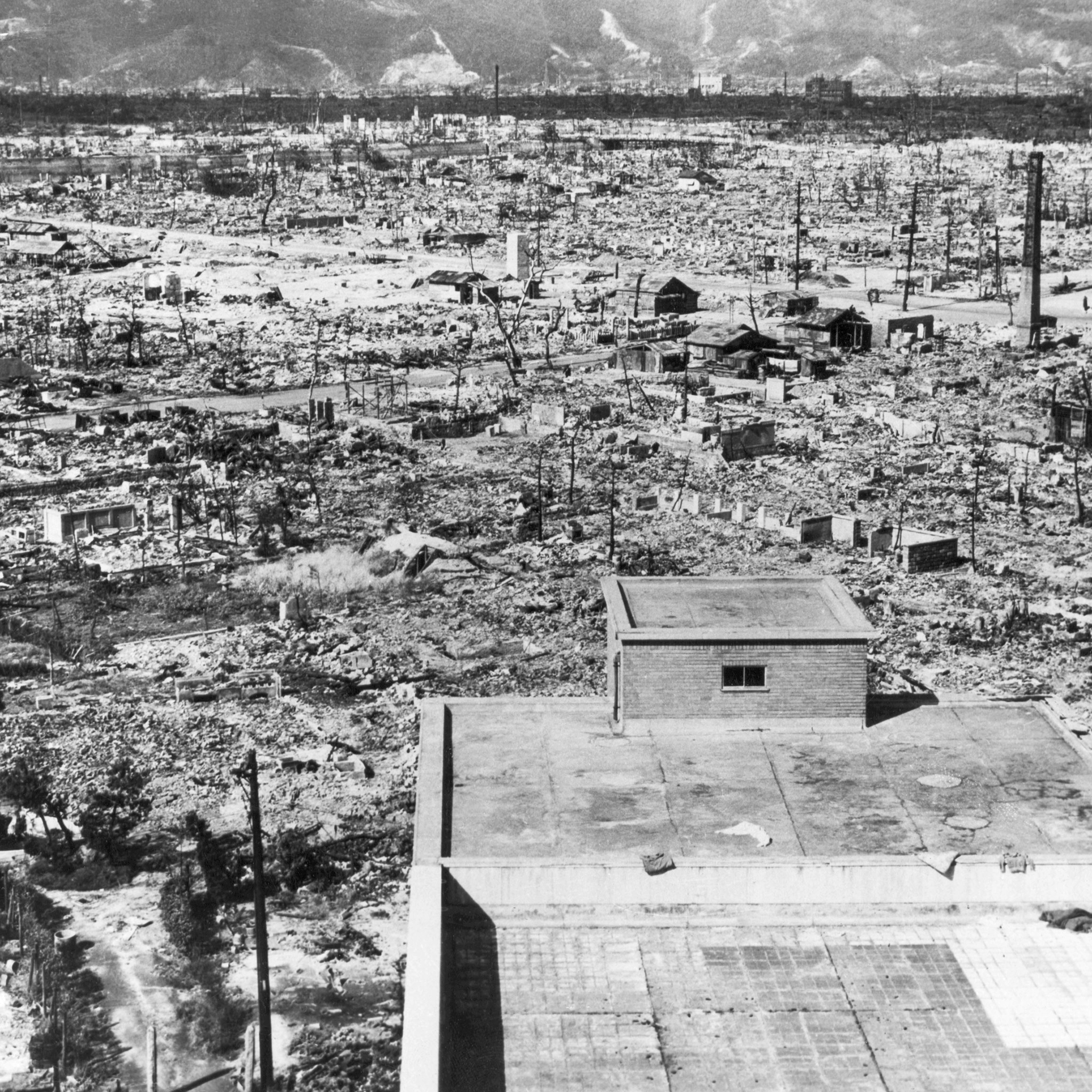
Хиросима в руинах, октябрь 1945 года, через два месяца после взрыва атомной бомбы.

Обсуждая с редактором The New Yorker, Уильямом Шоном, атомную бомбардировку прошлым летом, Джон Херси предложил историю, которая передала бы повествование о катаклизме через выживших людей.
В мае 1946 года Херси отправился в Японию, где провёл три недели, опрашивая выживших. Вернувшись в Америку, он начал писать рассказы шести выживших в Хиросиме: немецкого священника-иезуита, овдовевшей швеи, двух врачей, священника и молодой женщины, которая работала на фабрике.
В результате получилась его самая известная работа — статья «Хиросима» объёмом 31 000 слов, которая была опубликована в номере журнала The New Yorker от 31 августа 1946 года. История касается атомной бомбы, сброшенной на этот японский город 6 августа 1945 года, и её последствий для шести оставшихся в живых. Статья заняла почти весь номер журнала, что было впервые для The New Yorker.
На русском языке книга «Хиросима» была опубликована только в день 75-летия атомной бомбардировки издательством Individuum.

## Признание
5 октября 2007 года Почтовая служба США объявила, что наградит пять журналистов XX века первоклассными почтовыми марками в их честь, которые будут выпущены во вторник, 22 апреля 2008 года: Марта Геллхорн, Джон Херси, Джордж Полк, Рубен Салазар и Эрик Севарейд. Генеральный почтмейстер Джек Поттер объявил о серии марок на собрании управляющих редакторов Associated Press в Вашингтоне, округ Колумбия.
В 1968 году в его честь была названа средняя школа Джона Херси в Арлингтон-Хайтс, штат Иллинойс.